# Biron (Wisconsin)
Biron és una població dels Estats Units a l'estat de Wisconsin. Segons el cens del 2000 tenia 915 habitants.

## Demografia
Segons el cens del 2000, Biron tenia 915 habitants, 384 habitatges, i 243 famílies. La densitat de població era de 77,8 habitants per km².
Dels 384 habitatges en un 25,3% hi vivien nens de menys de 18 anys, en un 51,6% hi vivien parelles casades, en un 8,1% dones solteres, i en un 36,5% no eren unitats familiars. En el 31,8% dels habitatges hi vivien persones soles el 16,7% de les quals corresponia a persones de 65 anys o més que vivien soles. El nombre mitjà de persones vivint en cada habitatge era de 2,28 i el nombre mitjà de persones que vivien en cada família era de 2,82.
Per edats la població es repartia de la següent manera: un 21,6% tenia menys de 18 anys, un 6,3% entre 18 i 24, un 25,1% entre 25 i 44, un 23% de 45 a 60 i un 23,9% 65 anys o més.
L'edat mediana era de 43 anys. Per cada 100 dones de 18 o més anys hi havia 87,7 homes.
La renda mediana per habitatge era de 42.557 $ i la renda mediana per família de 51.719 $. Els homes tenien una renda mediana de 37.778 $ mentre que les dones 24.028 $. La renda per capita de la població era de 19.293 $. Aproximadament el 3,1% de les famílies i el 7,2% de la població estaven per davall del llindar de pobresa.

## Poblacions més properes
El següent diagrama mostra les poblacions més properes.